# Фінал Кубка Америки з футболу 2021
Фінал Кубка Америки з футболу 2021 — фінальний матч 47-го розіграшу міжнародного турніру Кубка Америки з футболу 2021, організованого КОНМЕБОЛ. Гра відбулась 10 липня 2021 на «Маракана» в Ріо-де-Жанейро (Бразилія). Переможцем стала збірна Аргентини, яка здобула перемогу з рахунком 1:0 над збірною Бразилії. Це перша перемога аргентинців в фіналах Кубка Америки з футболу після майже 30-річної перерви після фіналу 1993 року.

## Арена
Вдруге поспіль фінал відбувся на стадіоні «Маракана» в Ріо-де-Жанейро, найбільшому стадіоні Бразилії. Планувалось, що через пандемію COVID-19 у Південній Америці матч пройде без глядачів.

## Передмова
Ці збірні востаннє зустрічались у фінальному матчі Кубка Америки 2007 року, тоді перемогу здобули бразильці з рахунком 3:0. Загалом ця гра в рамках Кубка Америки стане 33-ю. У попередніх чотирнадцять разів перемогали аргентинці, вісім разів господарі турніру ще у восьми матчах збірні зіграли внічию. Різниця м'ячів 52 − 40 на користь аргентинців.

## Шлях до фіналу
| Поз | Команда   | І | В | Н | П | ГЗ | ГП | РГ | О  | Кваліфікація    |
| --- | --------- | - | - | - | - | -- | -- | -- | -- | --------------- |
| 1   | Аргентина | 4 | 3 | 1 | 0 | 7  | 2  | +5 | 10 | Вихід у плей-оф |
| 2   | Уругвай   | 4 | 2 | 1 | 1 | 4  | 2  | +2 | 7  | Вихід у плей-оф |
| 3   | Парагвай  | 4 | 2 | 0 | 2 | 5  | 3  | +2 | 6  | Вихід у плей-оф |
| 4   | Чилі      | 4 | 1 | 2 | 1 | 3  | 4  | −1 | 5  | Вихід у плей-оф |
| 5   | Болівія   | 4 | 0 | 0 | 4 | 2  | 10 | −8 | 0  |                 |

| Поз | Команда      | І | В | Н | П | ГЗ | ГП | РГ | О  | Кваліфікація    |
| --- | ------------ | - | - | - | - | -- | -- | -- | -- | --------------- |
| 1   | Бразилія (H) | 4 | 3 | 1 | 0 | 10 | 2  | +8 | 10 | Вихід у плей-оф |
| 2   | Перу         | 4 | 2 | 1 | 1 | 5  | 7  | −2 | 7  | Вихід у плей-оф |
| 3   | Колумбія     | 4 | 1 | 1 | 2 | 3  | 4  | −1 | 4  | Вихід у плей-оф |
| 4   | Еквадор      | 4 | 0 | 3 | 1 | 5  | 6  | −1 | 3  | Вихід у плей-оф |
| 5   | Венесуела    | 4 | 0 | 2 | 2 | 2  | 6  | −4 | 2  |                 |

## Матч
| 10 липня 2021 21:00 |

| Аргентина    | 1–0      | Бразилія |
| ------------ | -------- | -------- |
| Ді Марія 22' | Протокол |          |

| Маракана, Ріо-де-Жанейро Глядачів: 7,800 Арбітр: Естебан Остоїч (Уругвай) |

| Аргентина | Бразилія |

| ВР              | 23 | Даміан Мартінес   |     |     |
| ЗХ              | 4  | Гонсало Монтьєль  | 89' |     |
| ЗХ              | 13 | Крістіан Ромеро   |     | 79' |
| ЗХ              | 19 | Ніколас Отаменді  | 81' |     |
| ЗХ              | 8  | Маркос Акунья     |     |     |
| ПЗ              | 11 | Анхель Ді Марія   |     | 79' |
| ПЗ              | 7  | Родріго Де Пауль  | 68' |     |
| ПЗ              | 5  | Леандро Паредес   | 33' | 54' |
| ПЗ              | 20 | Джовані Ло Чельсо | 51' | 63' |
| НП              | 10 | Ліонель Мессі ()  |     |     |
| НП              | 22 | Лаутаро Мартінес  |     | 79' |
| Заміни:         |    |                   |     |     |
| ПЗ              | 18 | Гідо Родрігес     |     | 54' |
| ЗХ              | 3  | Ніколас Тальяфіко |     | 63' |
| ЗХ              | 6  | Херман Песселья   |     | 79' |
| НП              | 15 | Ніколас Гонсалес  |     | 79' |
| ПЗ              | 14 | Есек'єль Паласіос |     | 79' |
| Тренер:         |    |                   |     |     |
| Ліонель Скалоні |    |                   |     |     |

| ВР      | 23 | Едерсон         |     |     |
| ЗХ      | 2  | Даніло          |     |     |
| ЗХ      | 4  | Маркіньйос      | 82' |     |
| ЗХ      | 3  | Тіагу Сілва ()  |     |     |
| ЗХ      | 16 | Ренан Лоді      | 70' | 76' |
| ПЗ      | 17 | Лукас Пакета    | 72' | 76' |
| ПЗ      | 5  | Каземіро        |     |     |
| ПЗ      | 8  | Фред            | 3'  | 46' |
| НП      | 19 | Евертон         |     | 63' |
| НП      | 10 | Неймар          |     |     |
| НП      | 7  | Рішарлісон      |     |     |
| Заміни: |    |                 |     |     |
| НП      | 20 | Роберто Фірміно |     | 46' |
| НП      | 18 | Вінісіус Жуніор |     | 63' |
| ЗХ      | 13 | Емерсон         |     | 76' |
| НП      | 21 | Габріел Барбоза |     | 76' |
| Тренер: |    |                 |     |     |
| Тіте    |    |                 |     |     |

| Найкращий гравець матчу: Анхель Ді Марія (Аргентина) Помічники судді: Карлос Баррейро (Уругвай) Мартін Соппі (Уругвай) Четвертий суддя: Дієго Харо (Перу) Резервні помічники рефері: Хосе Антело (Болівія) Відеоасистент арбітра: Андрес Кунья (Уругвай) Помічники відеоасистента арбітра: Даніель Федорчук (Уругвай) Александр Гусман (Колумбія) Джон Оспіна (Колумбія) | Регламент - 90 хвилин основного часу. - 30 хвилин додаткового часу за необхідності. - Серія пенальті за необхідності. - По дванадцять запасних гравців. - Максимум п'ять замін гравців від кожної команди та шоста у разі додаткового часу. |

| Володар Кубка Америки 2021 |
| -------------------------- |
| Аргентина 15-й титул       |

### Статистика
|                       | Аргентина | Бразилія |
| --------------------- | --------- | -------- |
| Голи                  | 1         | 0        |
| Удари по воротах      | 6         | 13       |
| Удари в площину воріт | 2         | 2        |
| Володіння м'ячем      | 41%       | 59%      |
| Порушення             | 19        | 22       |
| Жовті картки          | 5         | 4        |
| Червоні картки        | 0         | 0        |
| Офсайди               | 0         | 3        |
| Кутові                | 1         | 4        |
| Сейви                 | 2         | 1        |